# 720-as évek
Évszázadok: 7. század – 8. század – 9. század
Évtizedek: 670-es évek – 680-as évek – 690-es évek – 700-as évek – 710-es évek – 720-as évek – 730-as évek – 740-es évek – 750-es évek – 760-as évek – 770-es évek
Évek: 720 721 722 723 724 725 726 727 728 729